# Nihel Cheikhrouhou
Nihel Cheikhrouhou (arabe : نهال شيخ روحو), née le 5 janvier 1987 à Sfax, est une judokate tunisienne. Elle évolue au Sfax railway sport et combat dans les catégories des plus de 78 kilos et open (toutes catégories). 

## Carrière
Elle participe aux Jeux olympiques de 2020 à Tokyo.

## Palmarès

### Championnats d’Afrique
- : plus de 78 kilos aux championnats d'Afrique juniors de 2005
- : poids open aux championnats d'Afrique de 2007
- : plus de 78 kilos aux championnats d'Afrique de 2007
- : plus de 78 kilos aux championnats d'Afrique de 2008
- : poids open aux championnats d'Afrique de 2008
- : plus de 78 kilos aux championnats d'Afrique de 2009
- : poids open aux championnats d'Afrique de 2009
- : plus de 78 kilos aux championnats d'Afrique de 2010
- : poids open aux championnats d'Afrique de 2010
- : plus de 78 kilos aux championnats d'Afrique de 2011
- : poids open aux championnats d'Afrique de 2011
- : plus de 78 kilos aux championnats d'Afrique de 2012
- : poids open aux championnats d'Afrique de 2012
- : plus de 78 kilos aux championnats d'Afrique de 2013
- : poids open aux championnats d'Afrique de 2013
- : poids open aux championnats d'Afrique de 2014
- : plus de 78 kilos aux championnats d'Afrique de 2014
- : plus de 78 kilos aux championnats d'Afrique de 2015
- : poids open aux championnats d'Afrique de 2015
- : plus de 78 kilos aux championnats d'Afrique de 2016
- : poids open aux championnats d'Afrique de 2016
- : plus de 78 kilos aux championnats d'Afrique de 2018
- : poids open aux championnats d'Afrique de 2018
- : plus de 78 kilos aux championnats d'Afrique de 2019
- : plus de 78 kilos aux championnats d'Afrique de 2021

### Jeux africains
- : poids open aux Jeux africains de 2007
- : plus de 78 kilos aux Jeux africains de 2007
- : plus de 78 kilos aux Jeux africains de 2011
- : plus de 78 kilos aux Jeux africains de 2015
- : plus de 78 kilos aux Jeux africains de 2019

### Jeux olympiques
- Battue aux huitièmes de finale (plus de 78 kilos) aux Jeux olympiques d’été de 2008
- Battue aux huitièmes de finale (plus de 78 kilos) aux Jeux olympiques d’été de 2012
- Battue en repêchages pour la médaille de bronze (plus de 78 kilos) aux Jeux olympiques d’été de 2016

### Jeux panarabes
- : poids open aux Jeux panarabes de 2007
- : plus de 78 kilos aux Jeux panarabes de 2007
- : plus de 78 kilos aux Jeux panarabes de 2011
- : poids open aux Jeux panarabes de 2011

### Jeux méditerranéens
- : plus de 78 kilos aux Jeux méditerranéens de 2013
- : plus de 78 kilos aux Jeux méditerranéens de 2018
- : plus de 78 kilos aux Jeux méditerranéens de 2022
- : plus de 78 kilos aux Jeux méditerranéens de 2009

### Jeux de la Francophonie
- : plus de 78 kilos lors des Jeux de la Francophonie de 2005[2]
- : plus de 78 kilos lors des Jeux de la Francophonie de 2009[3]

### Titres au niveau national
- Championnat de Tunisie juniors (plus de 78 kilos) en 2004
- Championnat de Tunisie (plus de 78 kilos) en 2007, 2008, 2009, 2010, 2012 et 2014
- Championnat de Tunisie (toutes catégories) en 2008, 2009 et 2012